# Gobiosoma yucatanum
 Gobiosoma yucatanum és una espècie de peix de la família dels gòbids i de l'ordre dels perciformes.

## Morfologia
Els mascles poden assolir els 2,6 cm de longitud total.

## Distribució geogràfica
Es troba a Mèxic, Belize i Hondures.